# فرودگاه میدامریکا سنت لوئیس
فرودگاه میدامریکا سنت لوئیس (به انگلیسی: MidAmerica St. Louis Airport) یک فرودگاه همگانی با کد یاتا BLV است که یک باند فرود بتن دارد و طول باند آن ۳۰۴۸ متر است. این فرودگاه در شهر شهرستان سنت کلیر کشور ایالات متحده آمریکا قرار دارد و در ارتفاع ۱۴۰ متری از سطح دریا واقع شده‌است.